# Baratang
Baratang is een van de grotere eilanden van de Indiase eilandengroep de Andamanen. Het eiland ligt in de Indische Oceaan en scheidt daarin mee de Golf van Bengalen van de Andamanse Zee. Het eiland heeft een oppervlakte van 242,6 km² en is circa 28 km lang en 14 km breed. De kustlijn is 117 km lang. Het ligt zo'n 100 km ten noorden van Port Blair, de hoofdstad van het unieterritorium Andamanen en Nicobaren.
Bij de Indiase census van 2011 werden 5.691 inwoners opgetekend. Het hoogste punt van het eiland, de North Point Hill, meet slechts 76 m. Op het eiland komen moddervulkanen voor.